# The Man Who Knew Infinity
The Man Who Knew Infinity, em tradução para o português O homem que conhecia o infinito, é um livro do gênero biografia, no estilo não ficção. O autor é Robert Kanigel. Lançado em 1991, com idioma original inglês, trata de Srinivasa Ramanujan. Do livro derivou o filme O Homem que Viu o Infinito.